# Coregonus fontanae
Coregonus fontanae är en fiskart, endemisk för sjön Stechlinsee i Brandenburg, Tyskland, som beskrevs av Schulz och Jörg Freyhof 2003. Den blir cirka 10 till 12 cm lång och 4 till 5 år gammal. Arten är uppkallad efter 1800-talsförfattaren Theodor Fontane, som skildrade trakten kring sjön Stechlinsee i sin roman Der Stechlin. Coregonus fontanae ingår i släktet Coregonus och familjen laxfiskar. IUCN kategoriserar arten globalt som livskraftig. Inga underarter finns listade i Catalogue of Life.